# Chýně
Chýně är en ort i Tjeckien.   Den ligger i distriktet Praha-západ och regionen Mellersta Böhmen, i den centrala delen av landet, 14 km väster om huvudstaden Prag. Antalet invånare är 675.